# Michael Campanaro
Michael Campanaro (Silver Spring, 25 gennaio 1991) è un giocatore di football americano statunitense che gioca nel ruolo di wide receiver per i Tennessee Titans della National Football League (NFL). Al college giocò a football alla Wake Forest University.

## Carriera professionistica

### Baltimore Ravens
Campanaro fu scelto nel corso del settimo giro del Draft NFL 2014 dai Baltimore Ravens. Debuttò come professionista nella vittoria della settimana 6 contro i Tampa Bay Buccaneers segnando subito un touchdown su passaggio da 19 yard di Joe Flacco. La sua prima stagione si chiuse con 7 ricezioni per 102 yard in quattro presenze. Il primo touchdown su corsa in carriera lo segnò nel quarto turno della stagione 2015, che coincise con la prima vittoria stagionale di Baltimore.

## Statistiche
| Partite totali      | 4   |
| Partite da titolare | 0   |
| Ricezioni           | 7   |
| Yard ricevute       | 102 |
| Touchdown           | 1   |

Statistiche aggiornate alla stagione 2014